# Tetrorchidium brevifolium
Espèce
Classification phylogénétique
Synonymes
- Sapium guatemalense Lundell[1]
- Tetrorchidium molinae L.O.Williams[1]

Statut de conservation UICN

 LC  : Préoccupation mineure
Tetrorchidium brevifolium est une espèce de plantes à fleurs de la famille des Euphorbiaceae.

## Publication originale
- Publications of the Field Museum of Natural History, Botanical Series 23(3): 126. 1944. (24 Mar 1944)